# 南沙織 スーパー・ベスト
『南沙織 スーパー・ベスト』（みなみさおり スーパーベスト）は、南沙織のベスト・アルバム。2006年7月21日発売。発売元はSony Music Direct。規格品番はDQCL-1112。

## 解説
1970年代に南沙織が発表した全シングルA面曲から選曲・収録されたベスト・アルバム。
全国の高速道路内売店やホームセンター向けにも出荷されており、規格品番の上4文字が「MHCL」から始まるベスト盤（たとえば『GOLDEN☆BEST 南沙織 筒美京平を歌う』『南沙織 THE BEST 〜 Cynthia-ly』等）とは異なる流通でも販売されている。
ジャケット写真は2枚目のスタジオ・アルバム『潮風のメロディ』（1971年12月5日発売、SOND-66074）ジャケット写真の別カットが使用されている。なお、歌詞ブックレットでは「傷つく世代」の楽曲名が「傷つく時代」と誤植されている。
収録曲は、1986年5月21日にリリースされた『南沙織ベスト・コレクション』とほぼ同様の選曲である。同アルバムから「想い出通り」を省き、「夏の感情」「女性」を足すと、本アルバムの選曲となる。 
“スーパー・ベスト”シリーズとしては太田裕美やキャンディーズ・天地真理など、ソニーレコード系列が原盤権をもつ歌手の作品を中心に同時発売された。また、発売日から2ヶ月後の9月21日には、ミニ・ベストシリーズ“BEST OF BEST”がソニー・ミュージックダイレクトから複数タイトル発売され、『南沙織 BEST OF BEST』も発売された。

## 収録曲
1. 17才（2分45秒） [1]
  - 作詞: 有馬三恵子、作曲・編曲: 筒美京平
2. 潮風のメロディ（3分29秒） 
  - 作詞: 有馬三恵子、作曲・編曲: 筒美京平
3. ともだち（3分7秒） 
  - 作詞: 有馬三恵子、作曲・編曲: 筒美京平
4. 純潔（3分1秒） 
  - 作詞: 有馬三恵子、作曲・編曲: 筒美京平
5. 哀愁のページ（2分47秒）　 
  - 作詞: 有馬三恵子、作曲・編曲: 筒美京平
6. 早春の港（2分50秒） 
  - 作詞: 有馬三恵子、作曲・編曲: 筒美京平
7. 傷つく世代（2分36秒） 
  - 作詞: 有馬三恵子、作曲・編曲: 筒美京平
8. 色づく街（2分50秒） 
  - 作詞: 有馬三恵子、作曲・編曲: 筒美京平
9. ひとかけらの純情（3分5秒） 
  - 作詞: 有馬三恵子、作曲・編曲: 筒美京平
10. バラのかげり（3分秒13）
  - 作詞: 有馬三恵子、作曲・編曲: 筒美京平
11. 夏の感情（2分41秒）
  - 作詞: 有馬三恵子、作曲・編曲: 筒美京平
12. 夜霧の街（3分14秒） 
  - 作詞: 有馬三恵子、作曲・編曲: 筒美京平
13. 女性（3分1秒） 
  - 作詞: 有馬三恵子、作曲: 筒美京平、編曲: 高田弘
14. 人恋しくて（4分22秒） 
  - 作詞: 中里綴、作曲: 田山雅充、編曲: 水谷公生
15. 哀しい妖精（3分40秒）
  - 作詞: 松本隆、作曲: ジャニス・イアン、編曲: 萩田光雄
16. 春の予感‐I've been mellow‐（3分8秒）
  - 作詞・作曲・編曲: 尾崎亜美

## 関連作品
シングルA面曲のみ収録されたベスト・アルバム（LP/CD）
- 南沙織ヒット全曲集 -1975年版-
- シンシア・メモリー
- THE BEST / 南沙織 -1978年6月版-
- THE BEST / 南沙織 -1979年6月版-
- THE BEST / again 南沙織
- 南沙織ベスト・コレクション
- DREAM PRICE 1000 南沙織 17才
- DREAM PRICE 1000 南沙織 色づく街
- 南沙織 BEST OF BEST